# マルヒフェルトの戦い
マルヒフェルトの戦い（ドイツ語: Schlacht auf dem Marchfeld）は、1278年8月26日に現在のオーストリア・ニーダーエスターライヒ州ゲンゼルンドルフ郡の都市デュルンクルトとイェーデンシュパイゲン近郊で起きた、ローマ王ルドルフ1世及びハンガリー国王ラースロー4世と、ボヘミア国王オタカル2世との戦闘である。勝利したルドルフ1世は大きく勢力を伸ばし、ハプスブルク家がヨーロッパの有力家系に飛躍するきっかけを生んだ。

## 前史
1250年、神聖ローマ皇帝フリードリヒ2世が死去、息子のコンラート4世も1254年に亡くなりホーエンシュタウフェン朝は断絶、神聖ローマ帝国は大空位時代を迎え、カスティーリャ国王アルフォンソ10世とイングランド王国のコーンウォール伯爵リチャードが立候補したが、どちらも国内事情で皇帝に即位出来なかった。
こうした中、1253年にボヘミア国王に即位したオタカル2世は領土拡大に乗り出し、1251年にバーベンベルク家が断絶したオーストリアを獲得、バーベンベルク家の相続人マルガレーテと結婚した（後にマルガレーテと離婚、クンフタ・ウヘルスカーと再婚）。1260年にクレッセンブルンの戦いでハンガリー国王ベーラ4世を打ち破りシュタイアーマルクも獲得、1268年にケルンテン公ウルリヒ3世と契約を結び、翌1269年にウルリヒ3世が亡くなったためケルンテンも相続した。
帝国におけるオタカル2世の勢力拡大に危機感を抱いた選帝侯は、スイスの弱小領主に過ぎなかったルドルフ1世をローマ王に選出した。オタカル2世は自分に断り無くルドルフ1世を選出したとして、彼の王位を認めなかった。

## 紛争
ルドルフ1世は選帝侯達と合意の上で、オタカル2世を1275年に開かれたヴュルツブルクの帝国議会で召喚、1250年以後に領主の変わった土地の返還を求めたが、オタカル2世にとっては領土の大半を没収されることを意味するため、この命令を拒否、帝国アハト刑に処せられた。
一方、ルドルフ1世は戦いに備えて帝国諸侯と同盟を結んでいる。まず、長男のアルブレヒト1世をゲルツ・チロル伯マインハルト2世の娘エリーザベトと結婚させ、見返りとしてケルンテン公国の領有を認めた。次に娘マティルダを上バイエルン公兼ライン宮中伯ルートヴィヒ2世に嫁がせ、協力を取り付けた。ニュルンベルク城伯フリードリヒ3世、ハンガリー国王ラースロー4世とも同盟を締結した。
そして1276年、ハンガリー軍と共にオーストリアを攻めてウィーンを包囲、オタカル2世を屈服させてボヘミアとモラヴィアを除く領土のほとんどを没収した。オタカル2世も巻き返しを図り、ブランデンブルク辺境伯と同盟を結び、オーストリアへ侵攻した。
ポーランドでも帝国とボヘミアの争いが起こり、1277年にルドルフ1世と同盟を結んだレグニツァ公ボレスワフ2世がオタカル2世の同盟者だった甥のヴロツワフ公ヘンリク4世を誘拐、ヘンリク4世の解放を掲げて兵を挙げた甥のグウォグフ公ヘンリク3世と遠縁のヴィエルコポルスカ公プシェミスウ2世とボヘミアの連合軍を息子のヘンリク5世と共に撃破、帝国側が優位に立った。

## 決戦

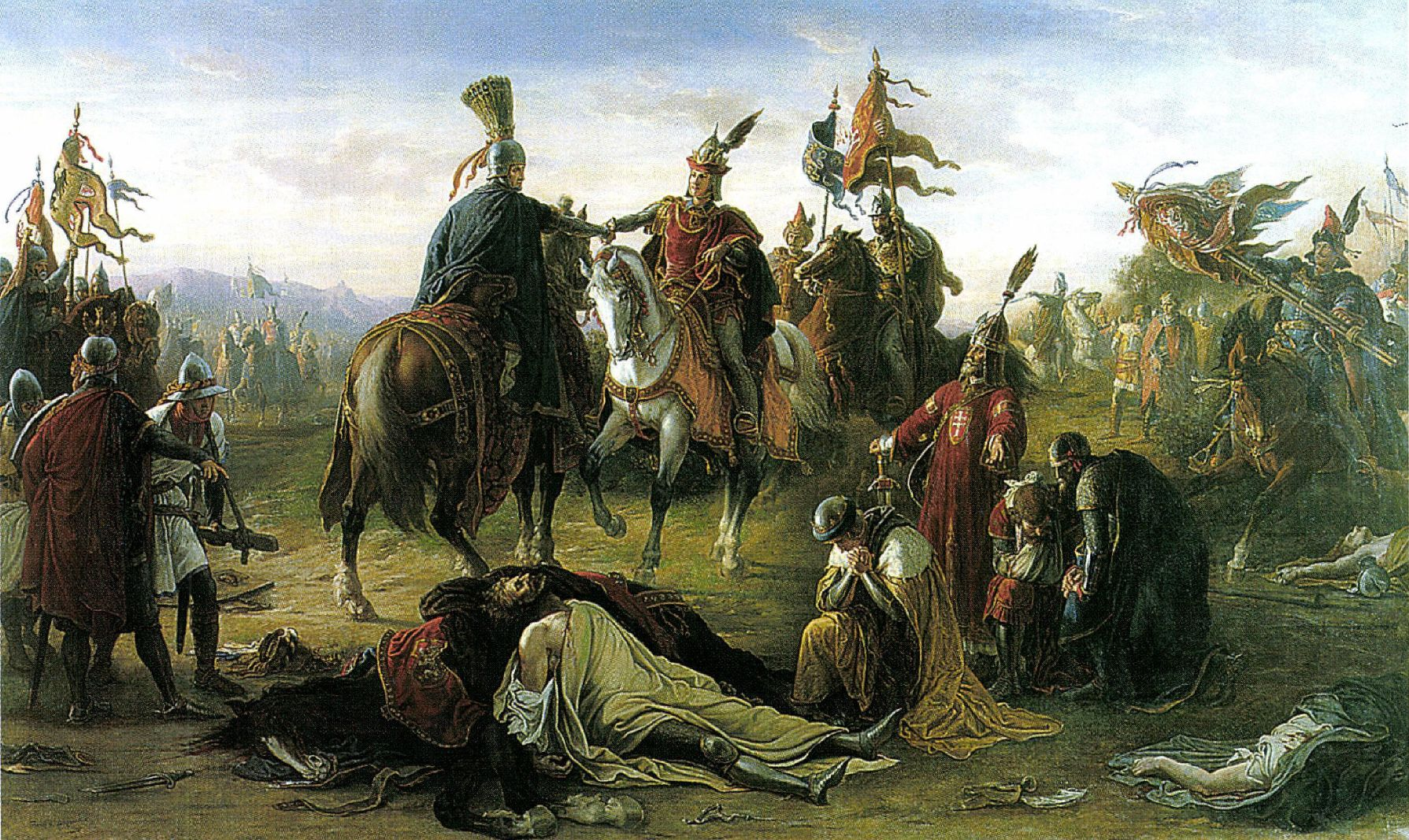
ルドルフ1世とラースロー4世の会見。タン・モル画（1872年）

1278年、ボヘミア軍はドローゼンドルフとラ・アン・デア・ターヤーの町を包囲したが、帝国軍とハンガリーの連合軍を発見して包囲を断念、デュルンクルト近郊で連合軍と交戦した。午前中はハンガリー軍が擁していたクマン族の騎兵隊がボヘミア軍と衝突、正午になってルドルフ1世は近くの丘や森に隠した伏兵のオーストリア軍とハンガリー重装兵隊に攻撃を命じ、側面を突かれたボヘミア軍は混乱した。待ち伏せ攻撃は当時は不名誉とされていたが、この攻撃で連合軍は勝利、ボヘミア軍は壊滅してオタカル2世も戦死した。

## 戦後

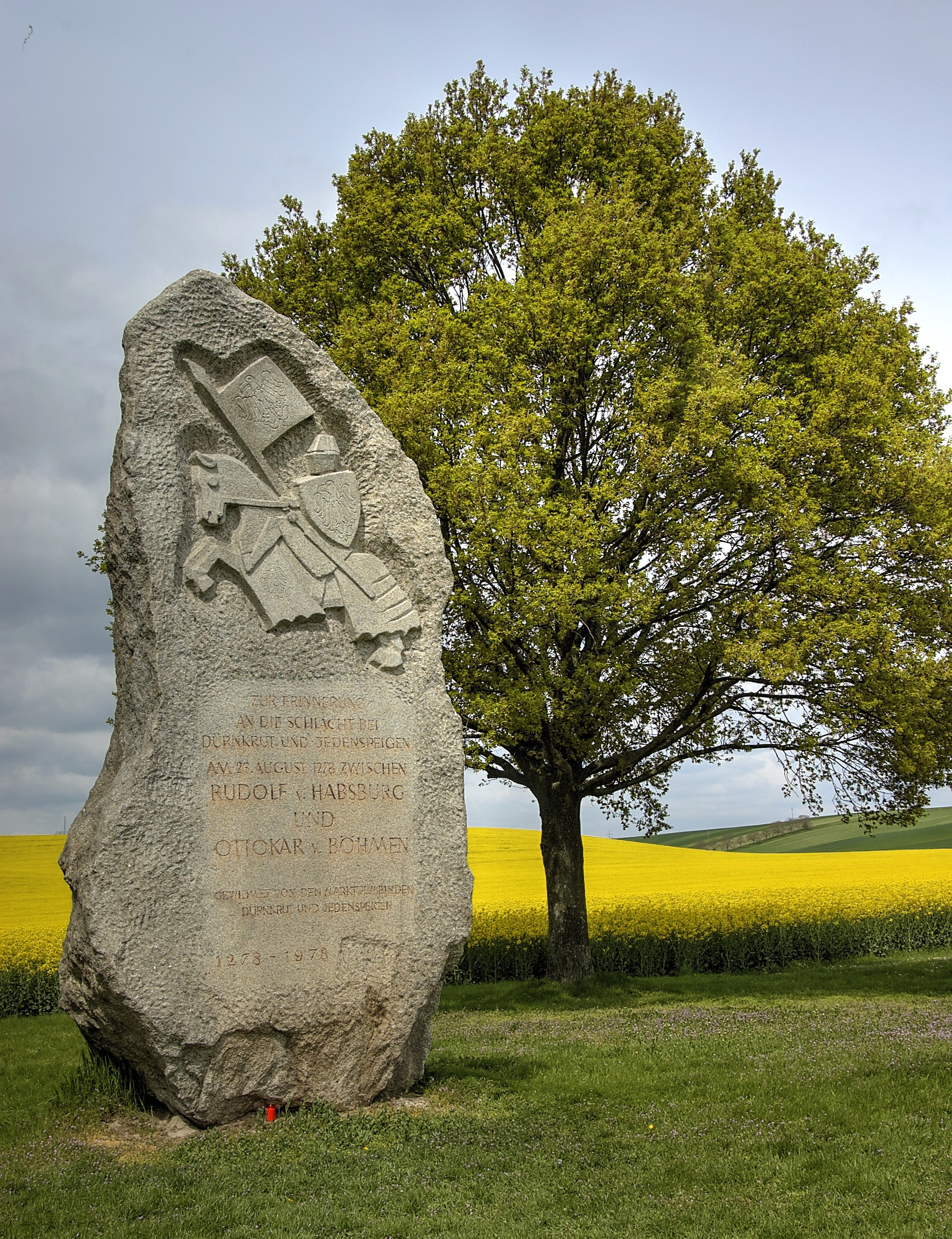
戦場跡に建てられた記念碑

この戦いでルドルフ1世のオーストリア公国領有は確実となったが、彼は慎重に行動し、オタカル2世の未亡人クンフタと和睦、オタカル2世とクンフタの息子ヴァーツラフ2世と娘ユッタを結婚させる約束を取り付けた。ブランデンブルク辺境伯については、1279年からブランデンブルク＝ザルツヴェーデル辺境伯オットー5世をボヘミアの摂政に任命して和解した。1282年、2人の息子アルブレヒト1世とルドルフ2世にオーストリアを与え、オーストリアはハプスブルク家の領土となった。
ハンガリーでは、ラースロー4世は王権の強化に失敗、1290年に貴族層の刺客に暗殺された。次のハンガリー国王は遠縁のアンドラーシュ3世が選ばれたが、アールパード朝は彼の死と共に断絶した。
ボヘミアでは、成長したヴァーツラフ2世が国力を回復させ、ポーランド国王に即位、息子のヴァーツラフ3世をアールパード朝断絶後のハンガリー王に即位させ、ボヘミア王国を再興させた。しかし、ヴァーツラフ2世は1305年に死去、ヴァーツラフ3世も1306年に暗殺されプシェミスル朝は断絶、3つの王国はそれぞれ別の家系へ渡っていった。
19世紀に入り、劇作家フランツ・グリルパルツァーが1823年にオタカル2世をモデルとした劇『オットカール王の栄華と最期』を書いたが、検閲に引っかかり、上演は2年後の1825年までかかった。1978年、戦場跡に記念碑が建てられた。